# الفانسو، بخش اوپاکزنو
الفانسو، بخش اوپاکزنو (به لاتین: Alfonsów, Opoczno County) یک منطقهٔ مسکونی در لهستان است که در Gmina Paradyż واقع شده‌است.